# Monaldo Leopardi

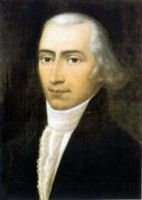
Monaldo Leopardi

Graf Monaldo Leopardi (* 16. August 1776 in Recanati; † 30. April 1847 ebenda) war ein italienischer Philosoph, Adliger, Politiker und Schriftsteller, der als einer der wichtigsten italienischen Intellektuellen der Konterrevolution bekannt war. Sein Sohn Giacomo Leopardi war ein Dichter und Denker mit völlig gegensätzlichen Ansichten, die wahrscheinlich die Ursache ihrer Zwietracht waren.
Zu seinen erfolgreichsten Werken gehörten die Dialoghetti sulle materie correnti nell’anno 1831, die unter anderem von dem jungen Vincenzo Gioacchino Pecci (1810–1903), dem späteren Papst Leo XIII. (1878–1903), geschätzt wurden, sechs Auflagen erlebten und ins Französische, Niederländische und Deutsche übersetzt wurden; die Istoria evangelica (1832), gepriesen von Papst Gregor XVI. (1831–1846), wurden ins Spanische übersetzt; Il Catechismo filosofico per uso delle scuole inferiori (1832) wurden nachgedruckt und in den Schulen des Königreichs beider Sizilien angenommen; und La città della filosofia (1833).